# Santificación
La santificación es un concepto ancestral generalizado entre las religiones, una propiedad de una cosa o persona sagrada o puesta aparte dentro de la religión, puede ser desde tótems pasando por los vasos del templo a los días de la semana hasta un ser humano creyente que logra este estado. La santificación es el acto o proceso de adquisición de la santidad, de hacerse o convertirse en santo. Santificar es, literalmente, "poner aparte para el uso o propósito especial", en sentido figurado "hacer santo o sagrado", y etimológicamente del verbo latino sanctificare que a su vez es de se deriva de sanctus "santo" y facere "hacer". El concepto de mayor profundidad refiere a "santificar" como la acción que ejecuta el individuo de elevar una cosa, suceso, o persona a una categoría considerada de mayor trascendencia espiritual para la vida.

## Cristianismo
En las diversas ramas del cristianismo, por lo general la santificación se refiere a una experiencia espiritual, definida, instantánea y subsiguiente a la conversión, por el cual una persona se consagra a Dios y elige rechazar el pecado, por la gracia de Dios.

### Anglicanismo
Los anglicanos enseñan que la santificación es un proceso de cambio hasta convertirse en un santo. Richard Hooker, uno de los fundadores del pensamiento anglicano, argumentó que la santificación se basa en obras, mientras que la justificación es solo por la fe.

### Calvinismo
Los teólogos calvinistas y evangélicos interpretan la santificación como el proceso de ser santificado solo a través de los méritos y la justificación de Jesucristo a través de la obra del Espíritu Santo. La santificación no puede ser alcanzada por las obras basadas en el proceso, pero solo a través de las obras y el poder de lo divino. La santificación en el calvinismo es vista como un proceso y no algo instantáneo. A medida que el proceso de la santificación de los flujos, la persona se convierte, en su esencia, una persona diferente / hombre. Cuando un hombre es regenerado, es su esencia que los pecados y hace lo malo. Pero cuando el hombre es justificado por medio de Cristo, ya no es el hombre (en su esencia) que los pecados, pero el hombre está actuando fuera de su carácter. En otras palabras, el hombre no es ella misma, no está siendo fiel a lo que es.

### Iglesia de Jesucristo de los Santos de los Últimos Días
En la La Iglesia de Jesucristo de los Santos de los Últimos Días, la santificación es un proceso que desemboca en la adquisición de santidad de sus miembros. Dallin H. Oaks, una Autoridad General LDS y miembro del Quórum de los Doce Apóstoles, enseñó que las pruebas y adversidades que se puede cambiar a un miembro que es en lo que Dios quiere "llegar a ser" si se acerca a ellos con la actitud correcta.

### Ortodoxia Oriental
El cristianismo ortodoxo enseña la doctrina de la deificación, en el que los seres humanos adquieren propiedades divinas.
Un pasaje clave es el apoyo a esta 2Pedro 1:4. En el siglo cuarto, Atanasio enseñó que el Hijo de Dios se hizo hombre para hacernos Dios.
Esencialmente, el hombre no llega a ser divino, pero en Cristo se puede participar de la naturaleza divina. La versión de este Iglesia de la salvación restaura la imagen de Dios en el hombre. Uno de estos temas es la liberación de la mortalidad causada por los deseos del mundo.

### Luteranismo
Martín Lutero, el fundador del luteranismo, enseña en su Catecismo Mayor que la santificación solo la concede el Espíritu Santo a través de la poderosa Palabra de Dios. El Espíritu Santo usa a las iglesias para reunir a los cristianos para la enseñanza y la predicación de la Palabra de Dios.

### Metodismo
John Wesley, el fundador del metodismo, enseñó lo que se conoce como la entera santificación en las iglesias del movimiento de Santidad, como la Iglesia del Nazareno, el Ejército de Salvación, etc, o la perfección cristiana en las denominaciones metodistas "corriente principal", como la Iglesia Metodista los Estados Unidos, la Iglesia Metodista de Gran Bretaña, etc Esta es la doctrina que por el poder de la gracia santificante de Dios y la atención en los medios de gracia puede limpiar a un cristiano de la influencia corruptora del pecado original en esta vida, aunque no a todos los cristianos pueden experimentar eso. Se explica en profundidad en el ensayo, "entera santificación" de Adam Clarke, así como, más tarde, en los artículos de la Religión del Libro de Disciplina de la Iglesia Metodista. Muchas veces, "la salvación inicial" es vista como un paso inicial para reconocer la santidad de Dios, con la santificación, a través de la gracia / poder de Dios, entrando en ella. Un pasaje clave es Hebreos 12:14: "Busquen... la santidad, sin la cual nadie verá al Señor".
Según la corriente metodista, es un largo proceso de curación de la perspectiva del pecado distorsionada de la humanidad y forma de vida.

### Catolicismo
Según la Enciclopedia Católica "santidad" es diferente de Dios, persona y entidad corpórea. Por Dios, que es la única perfección moral absoluta de Dios. Para el individuo, es una unión íntima con Dios y la resultante perfección moral. Se trata esencialmente de Dios, por un don divino. Para una sociedad, es la capacidad de producir y asegurar la santidad en sus miembros, que muestran una santidad real, no meramente nominal. La santidad de la Iglesia está más allá del poder humano, más allá del poder natural.
La santidad está regulada por normas. Por ejemplo, según la doctrina del amor del sufrimiento, la santidad debe incluir esta calidad. No es que el placer sea malo en sí mismo, sino que el sufrimiento purifica el amor propio de Dios. Aquellos que alcanzan la santidad aprenden a regocijarse en el sufrimiento. Porque el amor de Dios es liberado del egoísmo. Sus vidas se ajustan a la voluntad de Dios.

### Cristianismo evangélico
Hay dos posiciones evangélicas sobre la santificación, la santificación progresiva y la santificación posicional.

#### Santificación progresiva
La santificación progresiva es la obra de santificación del creyente a través de  gracia y las decisiones del creyente después del nuevo nacimiento. Esta es la posición de algunas denominaciones evangélicas, como las iglesias bautistas y algunas denominaciones pentecostales, como Asambleas de Dios y la Iglesia Cuadrangular.

#### Santificación posicional
La santificación posicional es la obra de santificación del creyente que se completa por completo en el nuevo nacimiento. Esta es la posición de ciertas denominaciones pentecostales, tales como la International Pentecostal Holiness Church, Iglesia de Dios (Cleveland) y Church of God in Christ.